# Філістер

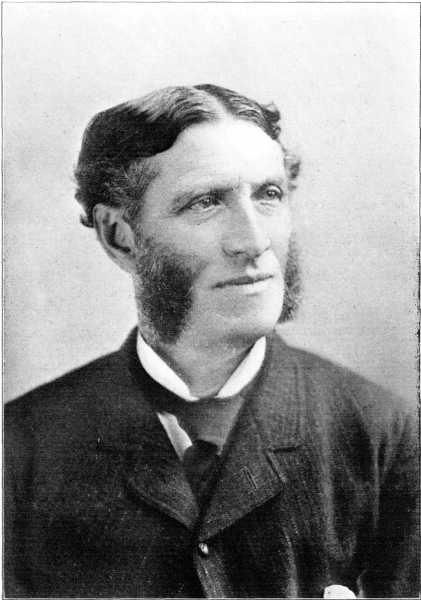
Метью Арнолд популяризував слово «філістер» для позначення антиінтелектуалізму.

Філі́стер (нім. Philister — філістимлянин) — людина з обмеженим світоглядом, самозадоволена, яка не цінує знання, науку, не розділяє естетичних або духовних цінностей; неосвічений обиватель, що відрізняється лицемірною, святенницькою поведінкою; людина без духовних потреб.
Філістер також є людина заскорузла, дріб'язкова, без ідеалів, зарозуміла, раб міщанської моралі.
Філістер спирається на традицію, не виявляючи соціальної гнучкості й також не знаходячи стабільної опори в собі.
Поняття спочатку виникло у студентському середовищі міста Єни наприкінці XVII століття внаслідок кривавих сутичок між студентами університету і містянами-бюргерами. Так називали не пов'язаних з університетом містян, які займали стосовно студентів таку ж позицію, як філістимляни у ставленні до євреїв.
У 1693 році, під час промови на похованні одного зі студентів, вбитого містянами, пастор процитував біблейські слова Даліли з її звернення до Самсона:
Филистимляни на тебе, Самсоне!— Старий Заповіт, Сд. 16:9
Англійський поет і культурний критик Метью Арнолд (1822—1888) адаптував і застосовував німецьке слово філістер для позначення антиінтелектуалізму у своїх творах.